# Alexander Gode
Alexander Gottfried Friedrich God-von-Aesch, of Alexander Gode (Bremen, 30 oktober 1906 - Mount Kisco, New York, 10 augustus 1970) was een Duits-Amerikaanse taalkundige, vertaler en de drijvende kracht achter het scheppen van de kunsttaal Interlingua.
Als zoon van een Duitse vader en Zwitserse moeder studeerde hij aan de universiteit van Wenen en de universiteit van Parijs, voordat hij naar de Verenigde Staten vertrok, waar hij het staatsburgerschap verkreeg in 1927. Daar werkte hij als professor aan de universiteiten van Chicago en Colombia. Op de universiteit van Colombia promoveerde hij in 1939 in de studie van Germaanse talen.
Gode raakte vanaf 1933 betrokken bij de International Auxiliary Language Association (IALA), hoewel hij er in het begin slechts onregelmatig werkte. In 1936 begon de IALA met de ontwikkeling van een nieuwe internationale hulptaal, en in 1939 werd Gode ingehuurd om hierbij te helpen.
Nadat André Martinet in 1946 aangetrokken was om de afdeling onderzoek te leiden, botsten de opvattingen van beide mannen, aangezien Gode van mening was dat Martinet de taal te schematisch probeerde te maken, zoals dit het geval is bij Occidental. Gode was niet geïnteresseerd in het scheppen van een taal die het product was van a priori creativiteit. In plaats daarvan wilde hij de "internationale woordenschat" indexeren, zoals hij die zag (voornamelijk in het Engels en de Romaanse talen. Dit zou gedaan moeten worden (en werd voor de komst van Martinet gedaan) door de woorden systematisch uit de brontalen te halen en aan te passen op zo'n manier dat de oorspronkelijke taal een dialect, met zijn eigen eigenaardigheden, van het Interlingua had kunnen zijn. Nadat Martinet in 1948 ontslag had genomen vanwege onenigheid over zijn salaris, nam Gode de leiding op zich, en kreeg hij de volledige vrijheid om zijn visie tot uitdrukking te brengen. Het resultaat was Interlingua: het woordenboek en de grammatica zijn in 1951 uitgegeven.
In 1953 hield de IALA op te bestaan, maar Gode bleef betrokken bij Interlingua en vertaalde tot aan zijn dood wetenschappelijke en medische teksten in het Interlingua. Hiervoor ontving hij prijzen van de American Medical Writers Association. Hem ter ere wordt door deze organisatie de Alexander Gode Medaille uitgereikt "voor uitzonderlijke bewezen diensten aan de vertalende beroepen".
Alexander Gode stierf in 1970 aan kanker en liet een vrouw en twee kinderen achter.

## Werken
- Interlingua-English Dictionary (als hoofdredacteur, 1951)
- Interlingua Grammatica (samen met Hugh Edward Blair, 1951)
- Interlingua a Prime Vista (1954)
- Homo Sonetticus Moorensis (1955)
- Dece contos (1958)